# Tetralonia nigropilosa
Tetralonia nigropilosa là một loài Hymenoptera trong họ Apidae. Loài này được Friese mô tả khoa học năm 1911.